# Charles Howard
Charles Howard, I Conde de Nottingham, II Barón Howard de Effingham (1536-4 de diciembre de 1624), conocido como Howard de Effingham, fue un estadista inglés y Lord Gran Almirante de Isabel I y James I. Fue comandante de las fuerzas inglesas durante las batallas contra la Armada Española y fue el principal responsable de la victoria que salvó a Inglaterra de la invasión de la Armada Española por el Imperio español.

## Biografía
Fue hijo de William Howard, I barón Howard de Effingham (c. 1510 - 1573) y Margaret Gamage (f. 18 de mayo de 1531), hija de Sir Thomas Gamage. Fue un nieto de Thomas Howard, II duque de Norfolk.
En junio de 1563 se casó con Katherine Carey, la hija mayor de Henry Carey, barón Hunsdon, más tarde Lord Chambelán. Es una curiosidad de la historia que los mecenas de las dos compañías de teatro más importantes a la altura de Elizabethan Drama (1594-1603), los Admiral's Men y los Lord Chamberlain's Men, fueron yerno y suegro.
Sucedió a su padre como II barón Howard de Effingham en 1573.
Howard sirvió en el mar bajo el mando de su padre en su juventud. Fue primo de Isabel I de Inglaterra y estuvo a cargo de varias posiciones prominentes durante su reinado. Sirvió como embajador de Francia en 1559. Representó a Surrey en el Parlamento en 1562. Sirvió como General of the Horse en 1569 y suprimió una rebelión católica en el norte de Inglaterra. Comandó una escuadra de barcos escoltando a la reina de España en una visita estatal en 1570. Fue nombrado comisario en el juicio de la reina María Estuardo en 1586 y posteriormente recomendó su ejecución.
Howard fue nombrado caballero en 1572 y se convirtió en Lord Howard de Effingham después del fallecimiento de su padre en 1573.
Effingham fue nombrado lord gran almirante en 1585, en los tiempos en los que estalló la guerra anglo-española. En 1587, fue nombrado comandante supremo de la flota inglesa contra la Armada Invencible aunque él no estuvo al mando directamente en la batalla. Effingham ordenó una estrategia indirecta de acoso a la flota española en vez de atacarla directamente. Aunque controvertida, la estrategia funcionó.
En 1596, cuando se temía otra invasión española, Effingham fue de nuevo designado para defender Inglaterra. Effingham, junto con el Robert Devereux, II conde de Essex, lideró el ataque anglo-holandés del 30 de junio contra la base española de Cádiz, que resultaría en la toma y saqueo de la ciudad. En recompensa por la victoria de Cádiz, fue nombrado conde de Nottingham el 22 de octubre de 1596 y posteriormente fue designado Lord gran senescal de Inglaterra.
Cuando el conde de Essex se rebeló en 1601, Effingham le derrotó en el campo de batalla y sirvió como comisario en su posterior juicio.
Effingham estuvo en el lecho de muerte de Isabel en 1603 y más tarde disfrutó de la confianza de su sucesor, Jacobo I. Bajo el reinado de Jacobo sirvió como comisario de la unión entre Inglaterra y Escocia y como comisario en el juicio de la conspiración de la pólvora en 1605.
Effingham murió en 1624 a la edad de 88 años.